# Odprto prvenstvo Avstralije 1983
Odprto prvenstvo Avstralije 1983 je teniški turnir, ki je potekal med 29. novembrom in 11. decembrom 1983 v Melbournu.

## Moški posamično
Mats Wilander :  Ivan Lendl, 6–1, 6–4, 6–4

## Ženske posamično
Martina Navratilova :  Kathy Jordan, 6–2, 7–6(7–5)

## Moške dvojice
Mark Edmondson /  Paul McNamee :  Steve Denton /  Sherwood Stewart 6–3, 7–6 

## Ženske dvojice
Martina Navratilova /  Pam Shriver :  Anne Hobbs /  Wendy Turnbull 6–4, 6–7, 6–2